# Mes amis, mes amours (film, 2008)
Pour l’article homonyme, voir Mes amis mes amours.
Ne doit pas être confondu avec Mes amis, mes amours, mes emmerdes....
Pour plus de détails, voir Fiche technique et Distribution.
Mes amis, mes amours est une comédie romantique française réalisée par Lorraine Lévy et sortie en 2008. Elle est tirée du roman éponyme du frère de la réalisatrice, Marc Levy.

## Synopsis
Antoine et Mathias, deux pères de trente ans, décident sur un coup de tête d'emménager ensemble dans une maison à Londres. Les deux meilleurs amis du monde, pour ainsi dire frères, vont alors goûter aux joies de la « vie de couple ». Avec ses bons, mais aussi ses mauvais côtés… Leurs petites vies tranquilles dans le quartier français de la capitale britannique vont être bouleversées par leurs amours naissantes, leurs rôles de pères célibataires, et leurs caractères si différents, mais, au fond, si harmonieux. Et surtout si touchants.

## Fiche technique
- Titre original : Mes amis, mes amours
- Réalisation : Lorraine Lévy
- Scénario : Philippe Guez et Lorraine Lévy d'après le roman Mes amis mes amours de Marc Levy
- Production : Dominique Farrugia, Dominique Brunner, Romain Le Grand et Philippe Guez
- Musique : Sébastien Souchois
- Image : Emmanuel Soyer
- Photographie : Nathalie Eno
- Montage : Sophie Reine
- Distribution des rôles : Laure Cochener et Michael Laguens
- Création des décors : Françoise Dupertuis
- Directeur artistique : Paul Burns
- Décor plateau : Rupert Allan
- Création des costumes : Jacqueline Bouchard
- Ingénieur du son : Jean-Paul Bernard
- Superviseur des effets spéciaux : Richard Conway
- Coordinateur des cascades : Gilles Conseil
- Genre : comédie romantique
- Langue : français
- Durée : 99 minutes
- Budget : 8,99 M€
- Box-office France : 674 146 entrées
- Dates de sortie : 2 juillet 2008 (France)

## Distribution
- Vincent Lindon : Mathias
- Pascal Elbé : Antoine
- Virginie Ledoyen : Audrey
- Florence Foresti : Sophie
- Bernadette Lafont : Yvonne
- Mar Sodupe : Valentine
- Garance Le Guillermic : Émilie
- Mathias Mlekuz : Mac Enzie
- Lilian Dugois : Victor
- Patrice Thibaud : Jacques

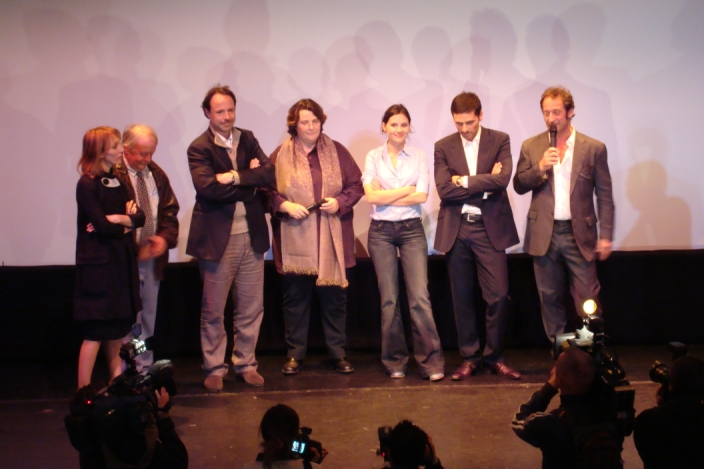
L'équipe du film pour la première londonienne, à l'Institut Français.

- Philippe Magnan : le patron de la librairie
- Tom Invernizzi : Louis
- Richard Syms : John Glover
- Sophie Guiter : Stéphanie
- Laurent Lévy : Le client de la librairie
- Vincent Bowen : Kid 3
- Anthony Clark : Policeman
- Bruno Davézé : Le maitre de ceremonie
- Édith Le Merdy : Neighbour
- Louis Levy : Jeune amoureux
- Nicolas Quadflieg : Nicolas - Kid 1
- Rémy Roubakha : Le chef déménageur
- Pauline Serieys : Pauline
- Andrew Yiallouros : Un parent
- Nils Öhlund : Monitor
- Tim Glanfield : Le chauffeur du taxi
- Jose Pecino : Un conducteur